# Лян Янь
Лян Янь (кит. 梁艷, англ. Liang Yan; р. 4 октября 1961, Сяои, провинция Шаньси, Китай) — китайская волейболистка, центральная блокирующая. Чемпионка летних Олимпийских игр 1984 года, двукратная чемпионка мира.

## Биография
Волейболом Лян Ян начала заниматься в 13-летнем возрасте в городе Чэнду провинции Сычуань. Уже в 1977 была принята в команду «Сычуань», за которую выступала на протяжении своей спортивной карьеры, а через два года включена в состав сборной Китая. Дебютным турниром в национальной команде страны для молодой волейболистки стал чемпионат Азии, принесший Лян Ян первые золотые награды на международном уровне.
В 1981 году начался 6-летний период, в ходе которого сборная Китая неизменно побеждала на всех официальных соревнованиях мирового уровня, выиграв 5 крупнейших турниров подряд — Кубок мира в 1981, чемпионат мира в 1982, Олимпиаду в 1984, вторично Кубок мира в 1985 и вторично чемпионат мира в 1986. Единственной волейболисткой, входивших в состав сборной на всех этих турнирах, была Лян Янь. По итогам 1986 года вошла в число 10 лучших спортсменов Китая.
После победы на чемпионате мира 1986 в Чехословакии Лян Янь приняла решение завершить игровую карьеру и поступила в Китайский народный университет на отделение журналистики. После его окончания работала редактором журнала «New Sports». В 1995 году основала спортивную медиакомпанию. 

### Клубная карьера
- 1977—1986 —  «Сычуань» (Чэнду).

## Достижения

### Со сборной Китая
- Олимпийская чемпионка 1984.
- двукратная чемпионка мира — 1982, 1986.
- двукратный победитель розыгрышей Кубка мира — 1981, 1985.
- двукратная чемпионка Азиатских игр — 1982, 1986.
- чемпионка Азии 1979;
  - серебряный призёр чемпионата Азии 1983.

### Индивидуальные
- 1986: вошла в десятку лучших спортсменов Китая по итогам года.